# Steglitobelbach
Der Steglitobelbach ist ein rund ein Kilometer langer linker Zufluss des Mattenbachs im Winterthurer Stadtkreis Mattenbach.

## Geographie

### Verlauf
Der Bach entspringt auf einer Höhe von etwa 537 m ü. M. bei den Flurgebieten Ob dem Brünneli/Chilenholz im Waldgebiet Eschenberg. In den kantonalen Karten wird der Bach ab dem Turmfussweg erfasst, er ist aber tatsächlich ein wenig länger. Der Bach durchfliesst auf dem Weg aus dem Eschenberg heraus den namensgebenden Steglitobel entlang des Steglitobelwegs, bis er in einen kleinen Teich beim Waldrand an der Abzweigung der Eschenbergstrasse von der Waldeggstrasse einmündet.
Während der Bach am Waldrand die Waldeggstrasse unterfliesst, nimmt er linksseitig den eingedolten Steglibach auf und einen allfälligen Hochwasserüberlaufkanal, der parallel zum restlichen Bachverlauf geführt wird, zweigt vom Bach ab. Der oberirdische Lauf des Baches biegt beim Waldrand in nordöstliche Richtung ab und fliesst auf den restlichen 250 Metern zuerst am Rand des Püntenareals Waldheim und durchläuft nach Unterquerung der Eisweiherstrasse die Zelgliüberbauung, bevor er im rechten Winkel auf einer Höhe von 443 m ü. M. von links in den Mattenbach mündet. Kurz vor der Mündung kreuzt der Bach den Qualletbach, der an dieser Stelle parallel zum Mattenbach verläuft.
Sein 900 m langer Lauf endet ungefähr 94 Höhenmeter unterhalb seiner Quelle, er hat somit ein mittleres Sohlgefälle von etwa 10 %.

### Zuflüsse
- Steglibach (links), 0,5 km

### Flusssystem Mattenbach
- Fliessgewässer im Flusssystem Mattenbach